# Mutterhaus der Barmherzigen Schwestern (Warschau)

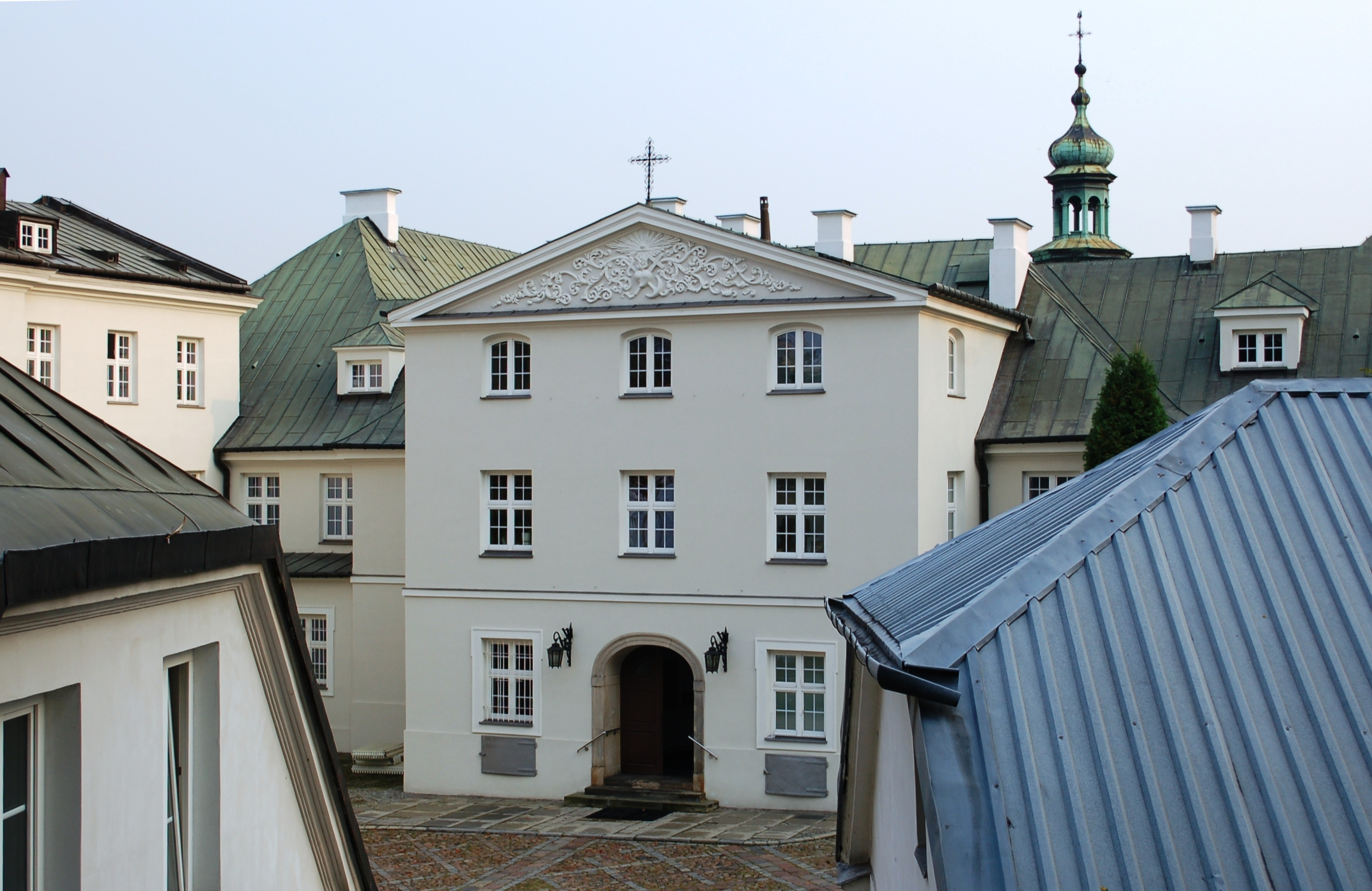
Eingang zum Mutterhaus von der nordwärtigen Seite. Hinten ist das auf dem Südflügel reitende Kirchtürmchen erkennbar

Das Mutterhaus der Barmherzigen Schwestern (polnisch: Zakład Sióstr Miłosierdzia św. Wincentego à Paulo) in Warschau ist der Sitz der polnischen Provinz der Compagnie des Filles de la Charité. Das Mutterhaus befindet sich an der Ulica Tamka 35 am Fuße der Warschauer Weichselböschung im heutigen Innenstadtbezirk der Stadt.

## Geschichte

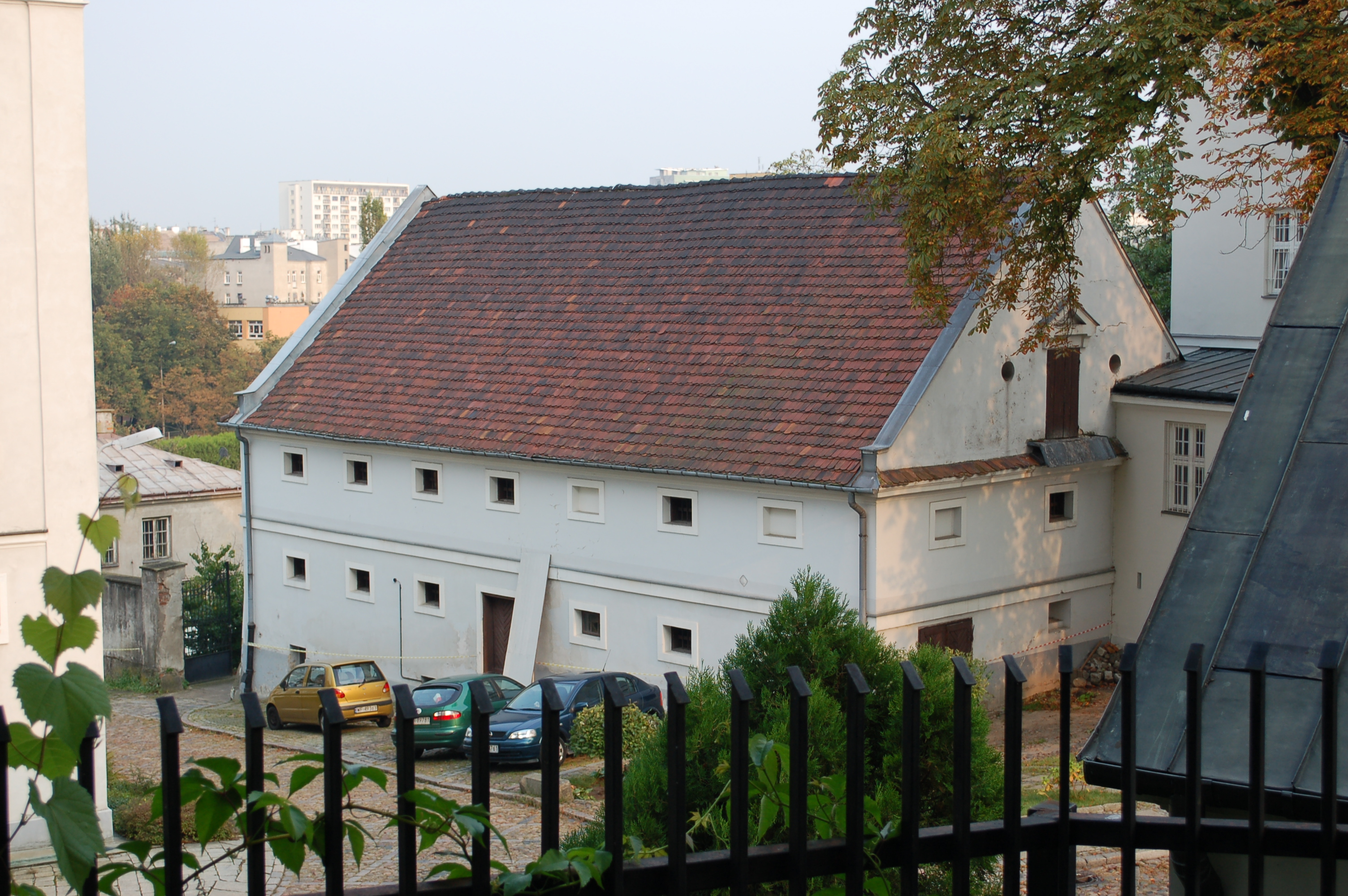
Dreistöckiger Speicher

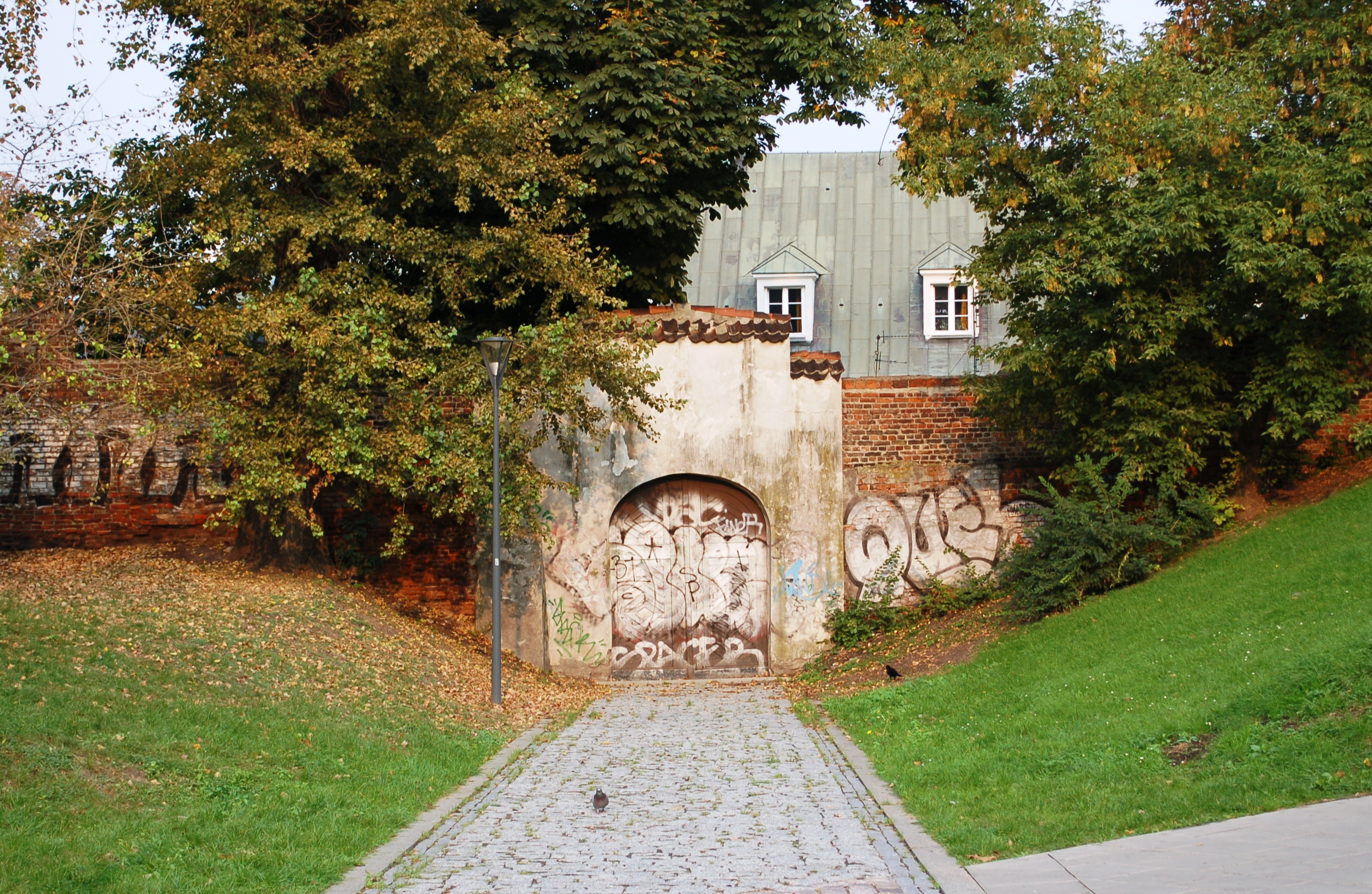
Früherer Eingang am Ende der ul. Szczygla

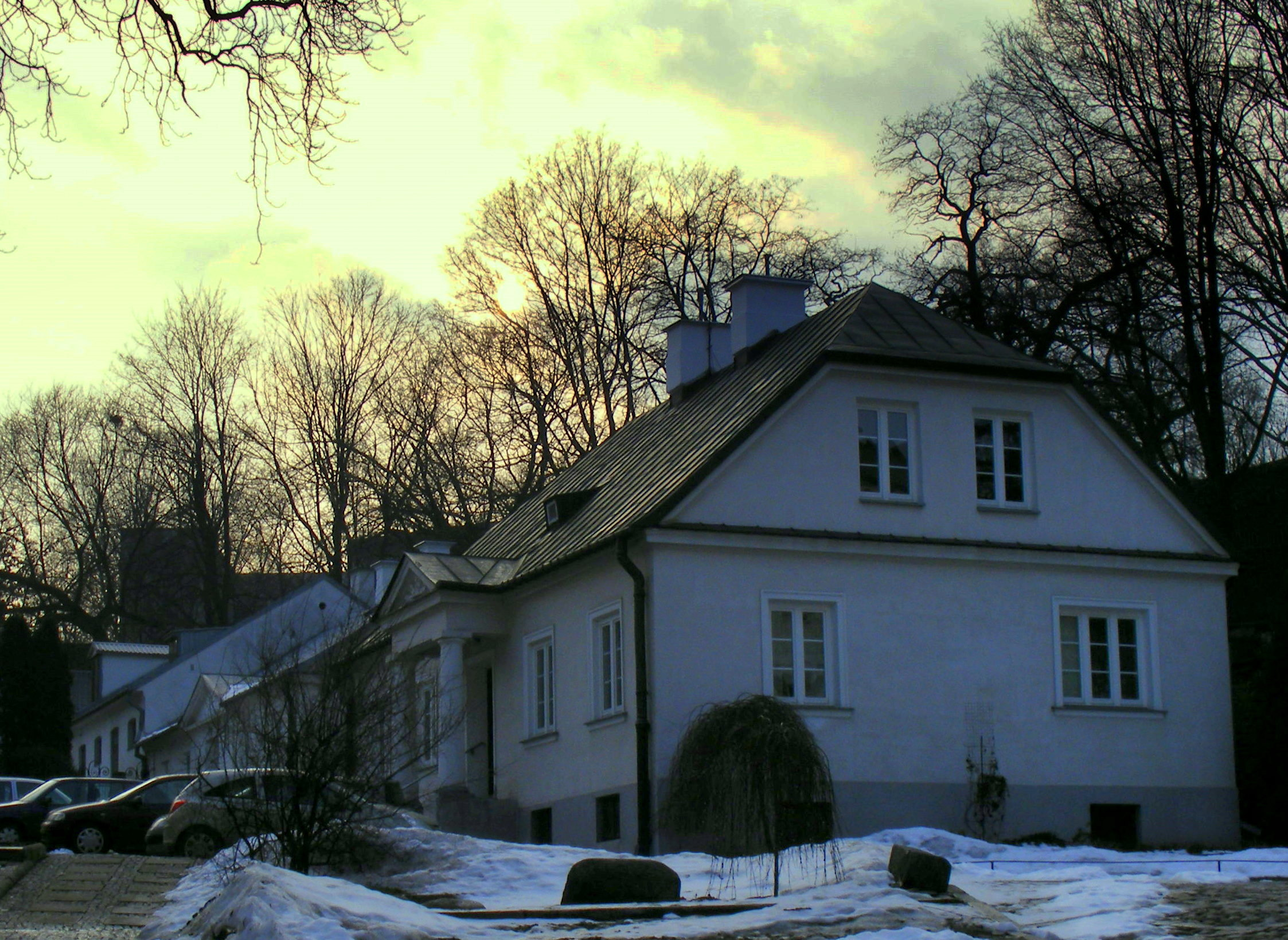
Das Priester-Wohnhaus auf dem Gelände

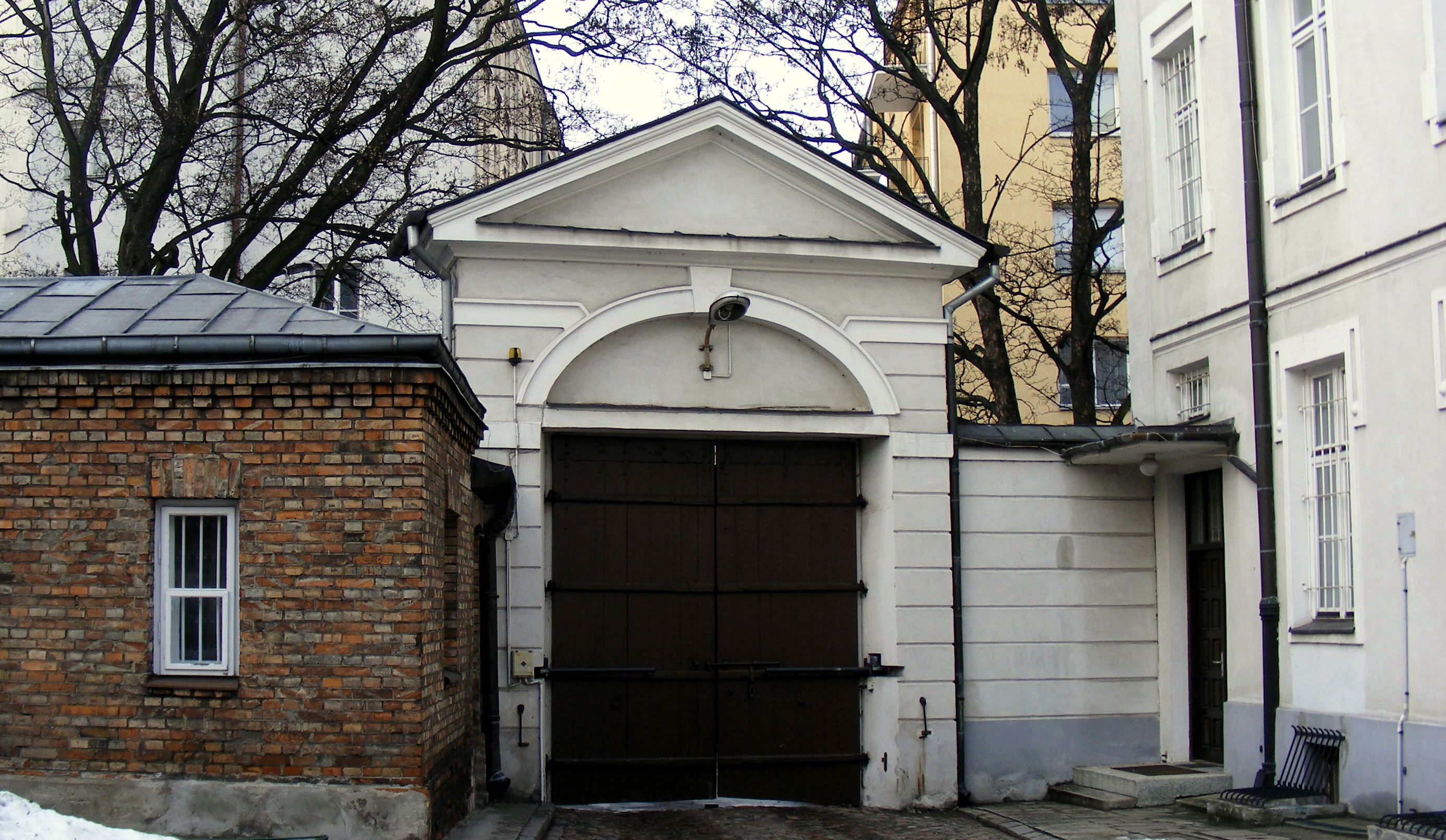
Ausgang zur ul. Tamka

Die Stifterin des Hauses war Luisa Maria Gonzaga, die Frau von König Johann II. Kasimir. Den französischen Orden hatte sie mit Antrag vom 8. Dezember 1652 nach Warschau eingeladen. Von hier aus verbreitete er sich in Polen. Das benötigte Grundstück für die Errichtung einer existenzsichernden Stiftung in Warschau erwarb die Königin mit einem darauf befindlichen Herrenhaus von Marianna Potocka. Hier – unterhalb des Ostrogski-Palastes – sollten Seminar-, Schul- und Krankenhausgebäude entstehen. 
Am 7. Juni 1659 bezogen die Schwestern das Anwesen mit 15 Waisenkindern. Die Königin übernahm bei Antrag auf Genehmigung der Stiftung vor dem Sejm im Jahr 1662 die persönliche Sorgepflicht für die Stiftung. Die Stiftung sah die Pflege armer und kranker Waisenkinder (poln.: Szpital ubogich i sierot) vor. Das bislang von den Schwestern betriebene Świętokrzyska-Krankenhaus wurde hierhin verlegt und zunächst in Holzgebäuden betrieben. 1697 entstand ein gemauertes Gebäude. In diese Zeit (nach 1699) fällt auch die Errichtung einer gemauerten, dem Heiligen Kasimir gewidmeten Kapelle (poln.: Kościół św. Kazimierza).
1939 brannten während des Angriffes auf Warschau Mutterhaus und Kirche. Weitere Teile des Hauses wurden beim Warschauer Aufstand im Jahr 1944 zusätzlich zerstört. Bis 1956 war der weitgehend originalgetreue Wiederaufbau unter Leitung von Stanisław Marzyński abgeschlossen.

## Anlage
Die Anlage besteht aus mehreren Gebäudeteilen. Neben dem Mutterhaus gibt es zwei Zugangstore – der heute genutzte an der ul. Tamka aus dem 19. Jahrhundert und ein weiterer an der ul. Szczygla. Nennenswert sind ein barocker Kornspeicher vom ausgehenden 17. Jahrhundert (1966 verputzt), das Priestergebäude (Kapelanka-Hinterhaus) von 1895 und ein Pflegerinnenhaus aus dem Jahr 1859. Das klassizistische, ehemalige Zöglingsheim, welches 1895 nach einem Entwurf von Franciszek Tournelle errichtet wurde, beherbergt heute eine Grundschule. Weitere kleinere Gebäude gehören zum vollständig ummauerten Komplex, der nach Osten hin über einen rund 40.000 Quadratmeter großen Obst- und Gemüsegarten verfügt.
Das zentrale Gebäude selbst steht auf einem rechteckigen Grundriss und verfügt über einen Innenhof sowie einen schlanken Kirchturm auf dem Südflügel, in dessen Mitteltrakt sich die Klosterkirche befindet. Das im Barockstil errichtete Gebäude verfügt über einen stark hervortretenden Mittelrisalit mit Frontispiz und Rokoko-Verzierungen an der nach Norden gelegenen Frontfassade. Am Südflügel wurde – zu einem erkennbar späteren Zeitpunkt – ein nach Süden verlaufender, dreigeschossiger Wohnflügel angebaut. Im Mutterhaus befinden sich zahlreiche Gemälde, darunter eines der Stifterin. 
Die Klosterkirche zum Heiligen Kasimir – eine großzügige Kapelle – wurde ebenfalls im barocken Stil errichtet. Beim Wiederaufbau nach dem Krieg erhielt sie eine klassizistische Gestalt. Im Chor des Kirchenschiffs befindet sich eine Marienstatue. 1842 erfolgte eine Renovierung unter Henryk Marconi. Zum Ende des 19. Jahrhunderts wurde ein von Władysław Marconi entworfenes Seitenschiff angebaut. Hier steht heute eine Statue des Barmherzigen Jesus. Seit dem 1. Juli 1965 steht das Ensemble unter Denkmalschutz (Registrierungsnummer 580).